# Varnenum

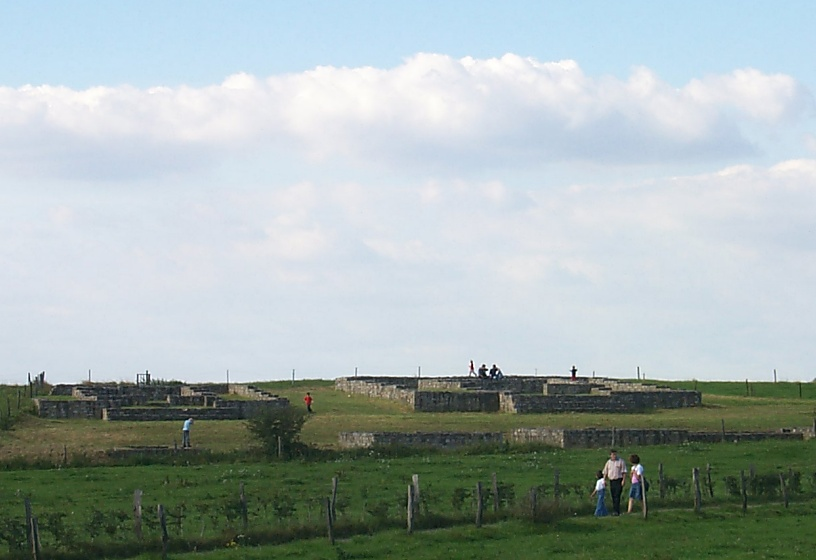
Vanaf een afstand gezien

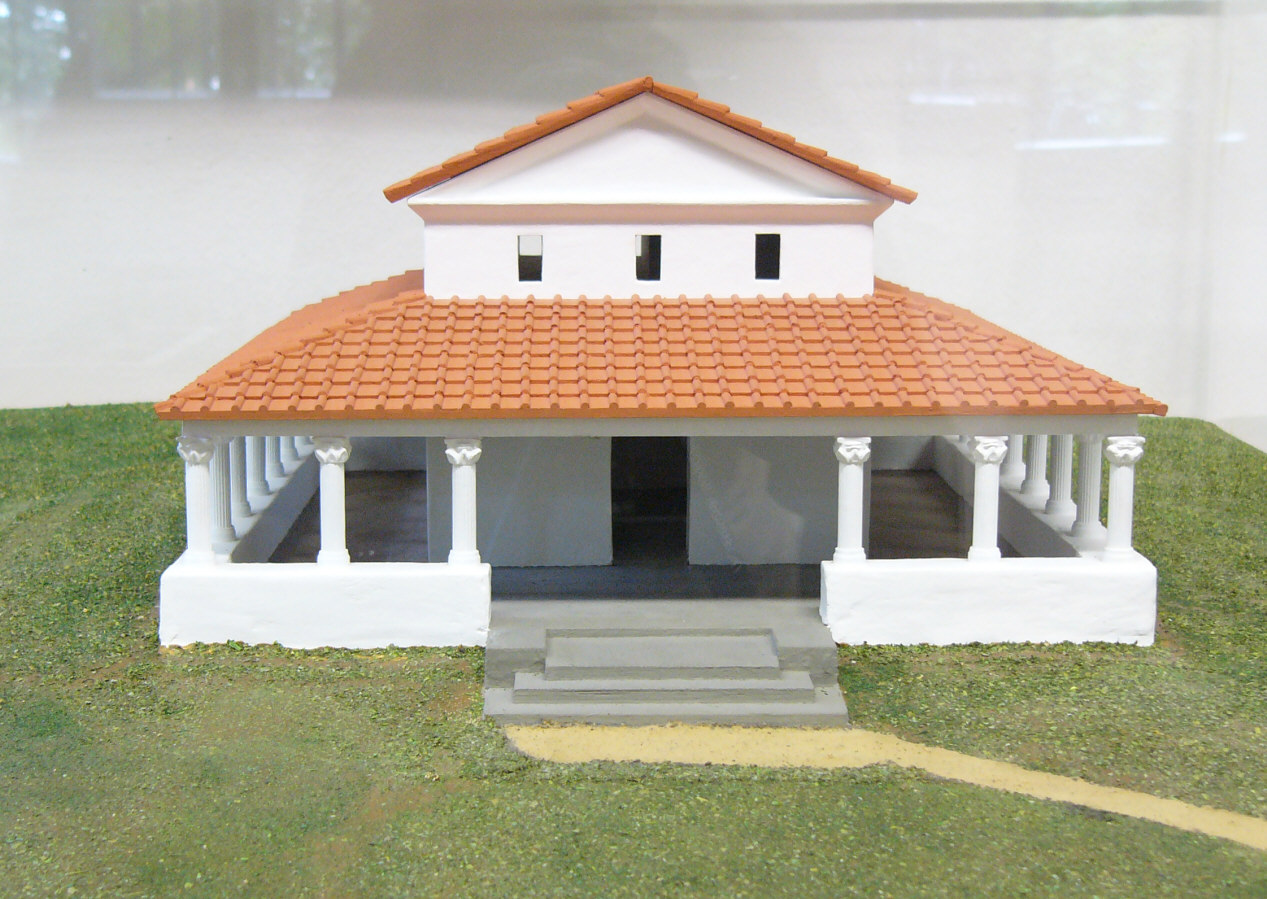
Reconstructiemodel van een van de hoofdtempels in het Museum Burg Frankenberg, Aken

Varnenum is een Gallo-Romeinse archeologische locatie bij Kornelimünster in het gebied Münsterländchen in het stadsdeel Kornelimünster/Walheim van Aken. Het ligt ongeveer 300 meter ten oosten van de Stephanskirche op een hoogvlakte die "Schildchen" genoemd wordt. Het gaat hier om een voormalig Romeins tempelcomplex dat werd opgericht en gebouwd aan het begin van onze jaartelling. Op de locatie werden er in 1907, 1911, 1923 en 1924 de eerste gedocumenteerde opgravingen verricht. Een andere tussen 1986 en 1987 uitgevoerde opgraving waren een magnetometer-prospectie van de LVR-Amt für Bodendenkmalpflege im Rheinland (RAB) en een fosfaatanalytisch bodemonderzoek voorafgegaan, een gebied bestrijkend van 250.000 vierkante meter en daarmee dus zeer ruim om het primaire gebied heen.
Het bericht van opgravers Max Schmid-Burgk beschrijft drie Gallo-Romeinse omgangstempels, waarbij een van de tempels gelegen was op de fundamenten van een oudere tempel. Verder worden ook de vondsten van broches, spelden, spijkers, munten en aardewerk beschreven, die in de Tweede Wereldoorlog verloren lijken te zijn vergaan. Informatie over de vereerde goden gaven drie gevonden bronzen plaquettes die als votiefgaven worden overwogen. Op deze plaquettes worden de god Varneno en de godin Sunuxal genoemd. De naam van het heiligdom en zijn twee goden vermeldende tabulae ansata ("tafels met inscripties") dragen de volgende opschriften:
„Varne" (# 26):

G(ENIO) VARNE
NI C(ONDUCTOR) P(ASCUI) S(ALLNARUM)
„Varneno" (# 27):

DEO VARNENONI
M(ARCUS) FUCISSIUS SECUND
DUS SEXVIRALIS AUG
USTORUM C(OLONIA) C(LAUDIA) A(RA) A(GRIPPINENSIUM)
VOTUM SOLVIT
„Sunuxal" (# 28):

(DE)AE SUNUXSAL
VO(?) CISSIONIS
V(OTUM) S(SOLVIT) L(IBENS) M(ERITO)
De zich ten het noorden van de locatie bevindende gebouwen worden niet meer opgegraven. Het tempelcomplex is voor 70 n.Chr verwoest door brand in de tweede archeologisch gemarkeerde periode. De op uitbreiding gerichte heropbouw in periode III wordt gedateerd door een Vespasianus-sestertie-vondst. In de niet nader te dateren periode IV, werd aan de zuidkant het terrein van het tempelcomplex met een temenos en poortconstructie uitgebreid. De magnetometer-prospectie en de fosfaatanalyse van de bodem laten een minstens 150.000 vierkante meter groot tempelcomplex met een op z'n laatst in periode III landbouwkundig of infrastructureel gebruikte vicus zien. Analyse van luchtfoto's en magnetometermetingen geven een directe verbinding aan met Breinig, waar toentertijd kalamijn ontgonnen werd. De historische ontwikkeling van het Akense centrum of de thermen laat de gevolgtrekking toe dat de culturele betekenis van Varnenum in latere tijden op het tussen de dom en Büchelthermen opgerichte Sunuker-tempelcomplex overging.
De bewaard gebleven fundamenten van de tempel en de enkele bijgebouwen werden in 1989 gerestaureerd en tot een hoogte van rond een meter opnieuw opgebouwd. Het terrein is in het bezit van de stad Aken en wordt onderhouden door de Eifelverein Kornelimünster.